# Дейвис, Джон Кинг
Джон Кинг Дэйвис (англ. John King Davis; 19 февраля 1884 — 8 мая 1967) — австралийский исследователь Антарктики, штурман, капитан научных судов.
Родился и получил образование в Великобритании.
Отличился своей работой в качестве капитана исследовательских кораблей в водах Антарктики, а также по созданию метеорологических станций на острове Маккуори в субантарктике и на острове Уиллис в Коралловом море.

## Научное наследие
- With the Aurora in the Antarctic. L., 1919.
- Willis Island: a storm-warning station in the Coral Sea. Melbourne, 1921.
- Trial by Ice. The Antarctic Journals of John King Davis. Bluntisham and Norwich, 1997.

## Память
- Море Дейвиса
- Остров Дауэс